# Нкам
Нкам (фр. Nkam) — один из 4 департаментов Прибрежного региона Камеруна. Находится в северной части региона, занимая площадь в 6 291 км².
Административным центром департамента является город Ябаси (фр. Yabassi). Граничит с департаментами: Мунго (на западе), Вури (на юго-западе), Санага-Маритим (на юге и юго-востоке), Мбам и Инубу (на востоке), Нде (на северо-востоке) и От-Нкам (на севере).

Департамент Нкам на карте Прибрежного региона

## Географическая характеристика
Крупнейшей рекой протекающей по территории департамента является Вури, берущая начало при слиянии рек Макомбе и Нкам, в 20 км северо-восточнее города Ябаси.

## Административное деление
Департамент Нкам подразделяется на 4 коммуны:
1. Ндобьян (фр. Ndobian)
2. Нконджок (фр. Nkondjock)
3. Ябаси (фр. Yabassi)
4. Йингуи (фр. Yingui)